# オリヴィア・マン
リサ・オリヴィア・マン（Lisa Olivia Munn, 1980年7月3日 - ）は、アメリカ合衆国の女優、コメディアン、モデル、テレビパーソナリティ、作家である。キャリア開始当初はリサ・マン（Lisa Munn）とクレジットされていたが、2006年からはオリヴィア・マン（Olivia Munn）の名を使っている。

## 生い立ち
オクラホマ州オクラホマシティで生まれる。母方は中国系（母親はベトナム育ち）、父方はドイツ系とアイルランド系である。2歳の頃に母がアメリカ空軍の男性と再婚した。一家は何度も引っ越したが、マンは主に継父の駐屯地である日本の東京都で育った。その後、両親が離婚するとオクラホマに戻り、パトナムシティ・ノース・ハイスクールに通った。当時、同校にはヒンダーのベーシストのマイク・ロッデン、後のオクラホマ州上院議員のデヴィッド・ホルトと作家のアーロン・ゴールドファーブが通っていた。大学はオクラホマ大学に通った。主専攻はジャーナリズム、副専攻は日本語と演劇芸術であった。
俳優を志してロサンゼルスに移り、2004年にFOXスポーツネットにインターンして大学フットボールと女子バスケのサイドライン・レポーターとして働いた。

## キャリア

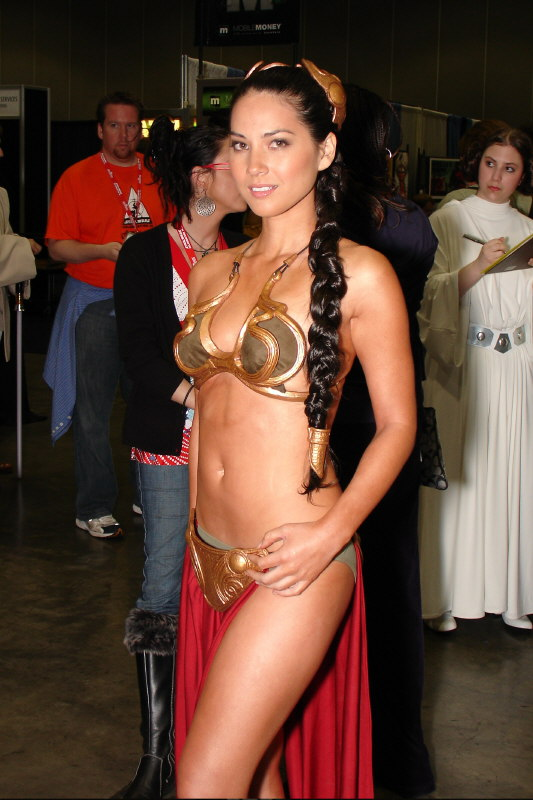
レイア・オーガナのコスプレをするマン。

ロサンゼルスに移ったあとすぐにマンはオリジナルビデオホラー映画『案山子男 オン・ザ・ビーチ』に端役で出演した。ロックバンドのゼブラヘッドの曲「ハロー・トゥモロウ」のビデオにはリードシンガーのジャスティン・マウリエロの恋人役を務めた。
2005年末からはテレビドラマ『ビヨンド・ザ・ブレイク』に10代のサーファーのミリー役を務め、2シーズンを跨いで出演した。彼女はサーフィンを楽しみ、スポーツの練習を続けた。彼女は元々カイのオーディションを受けていたが、プロデューサーたちは「地元の少女」を望んだ。同年には映画『The Road to Canyon Lake』にも出演した。
2006年にマンはG4ネットワークに移り、4月10日よりケヴィン・ペレリラと共に『Attack of the Show!』の司会となった。彼女はサラ・レーンと交代で就任した。2010年12月に番組を降板し、キャンディス・ベイリーと交代した。
2007年にロブ・シュナイダー監督の映画 『Big Stan』に出演した。2008年のホラー映画『ゾンビ・ホスピタル』では精神病院の看護師を演じた。2010年には『デート & ナイト』と『アイアンマン2』に出演した。
2010年5月、NBCはマンが出演するテレビシリーズ『Perfect Couples』の製作を発表した。同番組は30分のロマンティック・コメディであり、2011年1月20日に初回が放送されたが、第1シーズンの完結前に打ち切りが決定した。また2010年には『CHUCK/チャック』にCIAエージェント役でゲスト出演した。
2011年、映画『ケイト・レディが完璧な理由』に出演した。
2012年、映画『ベイビー・メイク 私たちのしあわせ計画』と『マジック・マイク』に出演した。またHBOのテレビシリーズ『ニュースルーム』へのレギュラー出演が始まった。さらにフォックスの『New Girl / ダサかわ女子と三銃士』に3話出演した。

## 私生活
スウェーデンの俳優であるヨエル・キナマンと交際していた。
2014年からNFLグリーンベイ・パッカーズのQB、アーロン・ロジャースと交際していたが、2017年に破局した。
2021年９月、交際中のコメディアン、ジョン・ムレイニーが、マンが妊娠中であることをインタビューで明かした。11月24日に第一子となる男児を出産したことが報じされた。

## フィルモグラフィー

### 映画
| 年   | 邦題/原題                                               | 役名                   | 備考              |
| ---- | ------------------------------------------------------- | ---------------------- | ----------------- |
| 2004 | 案山子男 オン・ザ・ビーチ Scarecrow Gone Wild           | 少女1                  |                   |
| 2005 | The Road to Canyon Lake                                 | アジア系の少女         |                   |
| 2007 | Big Stan                                                | マリア                 |                   |
| 2008 | ゾンビ・ホスピタル Insanitarium                         | ナンシー               | ビデオ映画        |
| 2009 | The Slammin' Salmon                                     | サマラ・デュボア       |                   |
| 2010 | デート & ナイト Date Night                              | ホステス               |                   |
| 2010 | アイアンマン2 Iron Man 2                                | チェス・ロバーツ       |                   |
| 2011 | ケイト・レディが完璧な理由 I Don't Know How She Does It | モモ・ハーン           |                   |
| 2012 | マジック・マイク Magic Mike                             | ジョアンナ             |                   |
| 2012 | ベイビー・メイク 私たちのしあわせ計画 The Babymakers    | オードリー・マックリン |                   |
| 2012 | Freeloaders                                             | マデリーン             |                   |
| 2014 | NY心霊捜査官 Deliver Us from Evil                       | ジェン・サーキ         |                   |
| 2015 | チャーリー・モルデカイ 華麗なる名画の秘密 Mortdecai     | ジョージナ・クランプ   |                   |
| 2016 | ブラザー・ミッション -ライド・アロング2- Ride Along 2   | マヤ・クルーズ         |                   |
| 2016 | ズーランダー NO.2 Zoolander No. 2                       | 本人                   | カメオ出演        |
| 2016 | X-MEN:アポカリプス X-Men: Apocalypse                    | サイロック             |                   |
| 2016 | クレイジー・パーティー Office Christmas Party           | トレイシー             |                   |
| 2017 | レゴニンジャゴー ザ・ムービー The LEGO Ninjago Movie    | ココ                   | 声の出演          |
| 2018 | オーシャンズ8 Ocean's 8                                 | 本人                   | ノンクレジット    |
| 2018 | ザ・プレデター The Predator                             | ケイシー・ブラケット   |                   |
| 2019 | バディゲーム Buddy Games                                | ティファニー           |                   |
| 2019 | Dick Move                                               | Agatha                 |                   |
| 2020 | ラブ、ウェディング、リピート Love Wedding Repeat        | ディナ                 |                   |
| 2021 | Violet                                                  | Violet                 |                   |
| 2021 | Save Ralph                                              | A rabbit               | 短編映画 声の出演 |
| 2021 | アメリカ THE MOVIE America: The Motion Picture          | トーマス・エジソン     | 声の出演          |
| 2021 | The Gateway                                             | Dhalia Jode            |                   |

### テレビシリーズ
| 年          | 邦題/原題                                      | 役名                              | 備考                                     |
| ----------- | ---------------------------------------------- | --------------------------------- | ---------------------------------------- |
| 2006-2010   | Attack of the Show!                            | 本人                              | 共同司会                                 |
| 2006-2007   | ビヨンド・ザ・ブレイク Beyond the Break        | ミリー・アクーニャ                | 9エピソード                              |
| 2008-2009   | SASUKE Sasuke                                  | 本人                              | 出場選手 2エピソード                     |
| 2009        | Greek                                          | ラナ                              | 4エピソード                              |
| 2010        | アラフォー♀とルーキー♂ Accidentally on Purpose | ニコール                          | 1エピソード                              |
| 2010        | CHUCK/チャック Chuck                           | グレタ                            | 第4シーズン第1話「チャック VS 記念日」   |
| 2010 - 2011 | ザ・デイリー・ショー The Daily Show            | 本人                              | 特派員                                   |
| 2010 - 2011 | Perfect Couples                                | リー                              | メインキャスト 13エピソード              |
| 2011        | ロボットチキン' 'Robot Chicken                 | リズ・ウィルソン                  | 声の出演 1エピソード                     |
| 2011        | Paulilu Mixtape                                | ケイティ                          | 1エピソード                              |
| 2012-2014   | ニュースルーム The Newsroom                    | スローン・サビス                  | メインキャスト 25エピソード              |
| 2012-2013   | New Girl / ダサかわ女子と三銃士 New Girl       | アンジー                          | 3エピソード                              |
| 2019        | ザ・ルーク The Rook                            | モニカ                            | メインキャスト                           |
| 2021-2024   | マーベル ヒット・モンキー Hit-Monkey           | Akiko Yokohama / Lady Bullseye II | 声の出演                                 |
| 2025        | フレンズ&ネイバーズ Your Friends and Neighbors | サマンサ・"サム"・レヴィット      | Apple TV+オリジナルドラマ メインキャスト |